# Elles font l'abstraction
Elles font l'abstraction est une exposition d'art internationale, organisée au musée national d'Art moderne, à Paris, du 19 mai au 23 août 2021.

## Propos
L'exposition Elles font l'abstraction propose une relecture de l’histoire de l’abstraction de la fin du XIXe siècle aux années 1980. En traversant plus de 40 salles, le parcours chronologique mêle arts plastiques, danse, photographie, film et arts décoratifs. L’événement de grande envergure présente plus de 500 œuvres réalisées par plus de 100 artistes femmes du monde entier,. Les commissaires de l'exposition sont Christine Macel et Karolina Lewandowska pour la photographie. 

## Réception critique
Il s'agit de la deuxième exposition collective d'artistes femmes au sein du musée national d'art moderne après l'accrochage des collections elles@centrepompidou en 2009,.
L'exposition est jugée par certains journalistes comme « magistrale », « ambitieuse et forte » ou « manifeste ». À l'inverse, certains la décrive comme « linaire et répétitive » et évoquent une « saturation » face au nombre trop important d'œuvres.

## Artistes
L'exposition présente les œuvres de plus d'une centaine d'artistes, parmi lesquelles :
- Magdalena Abakanowicz
- Berenice Abbott
- Carla Accardi
- Etel Adnan
- Anni Albers
- Laure Albin-Guillot
- Gertrud Arndt
- Ruth Asawa
- Elena Asins
- Vanessa Bell
- Lynda Benglis
- Martha Boto
- Louise Bourgeois
- Trisha Brown
- Jagoda Buić
- Mary Ellen Bute
- Marcelle Cahn
- Huguette Caland
- Regina Cassolo
- Rosemarie Castoro
- Giannina Censi
- Judy Chicago
- Lucinda Childs
- Wook-kyung Choi
- Irene Chou
- Lygia Clark
- Carlotta Corpron
- Parvine Curie
- Dadamaino
- Elaine de Kooning
- Sonia Delaunay-Terk
- Germaine Dulac
- Alice Essington Nelson
- Alexandra Exter
- Claire Falkenstein
- Monir Shahroudy Farmanfarmaian
- Esther Ferrer
- Helen Frankenthaler
- Olga Fröbe-Kapteyn
- Loïe Fuller
- Gego
- Nathalie Gontcharova
- Marcia Hafif
- Harmony Hammond
- Mary Heilmann
- Florence Henri
- Barbara Hepworth
- Carmen Herrera
- Eva Hesse
- Sheila Hicks
- Marta Hoepffner
- Georgiana Houghton
- Lotte Jacobi
- Shirley Jaffe
- Virginia Jaramillo
- Tess Jaray
- Barbara Kasten
- Ilona Keserü
- Helen Khal
- Hilma af Klint
- Emily Kame Kngwarreye
- Benita Koch-Otte
- Běla Kolářová
- Katarzyna Kobro
- Lee Krasner
- Germaine Krull
- Ida Lansky
- Bice Lazzari
- Verena Loewensberg
- Barbara Maples
- Agnes Martin
- Dora Maurer
- Marie Menken
- Joan Mitchell
- Nasreen Mohamedi
- Marlow Moss
- Tania Mouraud
- Louise Nevelson
- Aurelia Munoz
- Elizabeth Murray
- Aurelie Nemours
- Véra Pagava
- Gret Palucca
- Marta Pan
- Lygia Pape
- Alicia Penalba
- Howardena Pindell
- Lioubov Popova
- Saloua Raouda Choucair
- Judit Reigl
- Bridget Riley
- Dorothea Rockburne
- Olga Rozanova
- Valentine de Saint-Point
- Zilia Sánchez
- Helen Saunders
- Lillian Schwartz
- Arpita Singh
- Janet Sobel
- Varvara Stepanova
- Hedda Sterne
- Jessica Stockholder
- Gunta Stölzl
- Sophie Taeuber-Arp
- Atsuko Tanaka
- Lenore Tawney
- Elsa Thiemann
- Maria Helena Vieira da Silva
- Fahrelnissa Zeid
- Alma Woodsey Thomas

## Itinérance
L'exposition est présentée du 22 octobre 2021 au 27 février 2022, au musée Guggenheim de Bilbao.

## Galerie d'œuvres

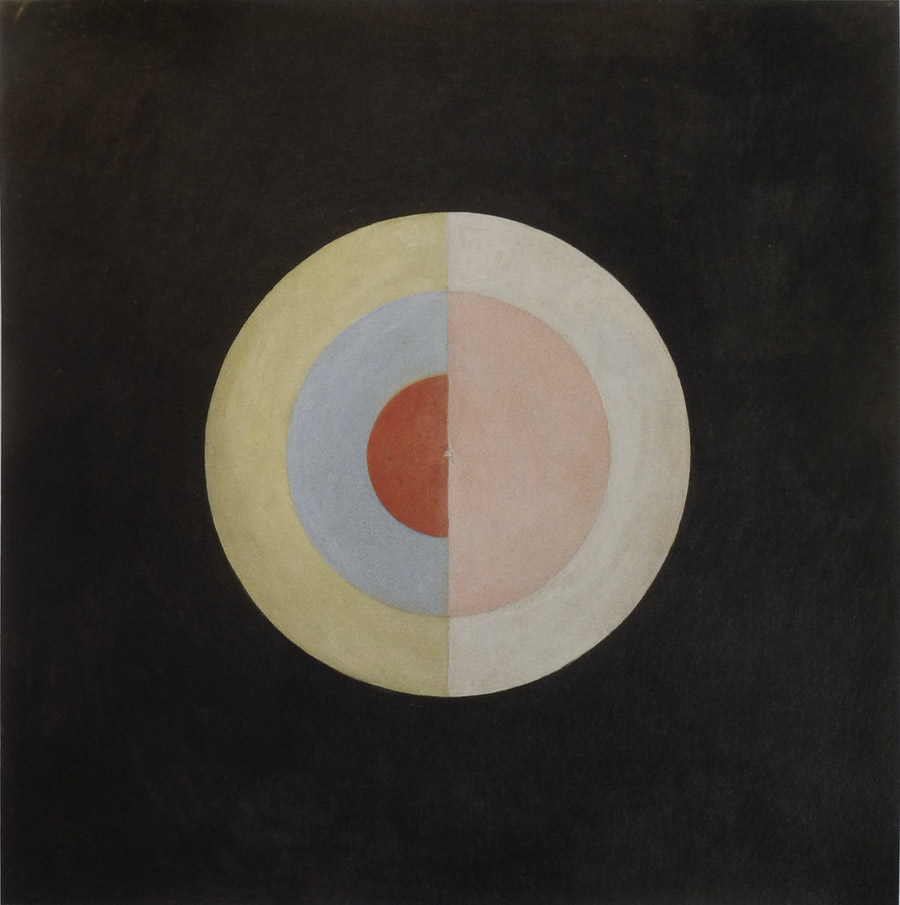
Hilma af Klint, The Swan no 16, 1915.
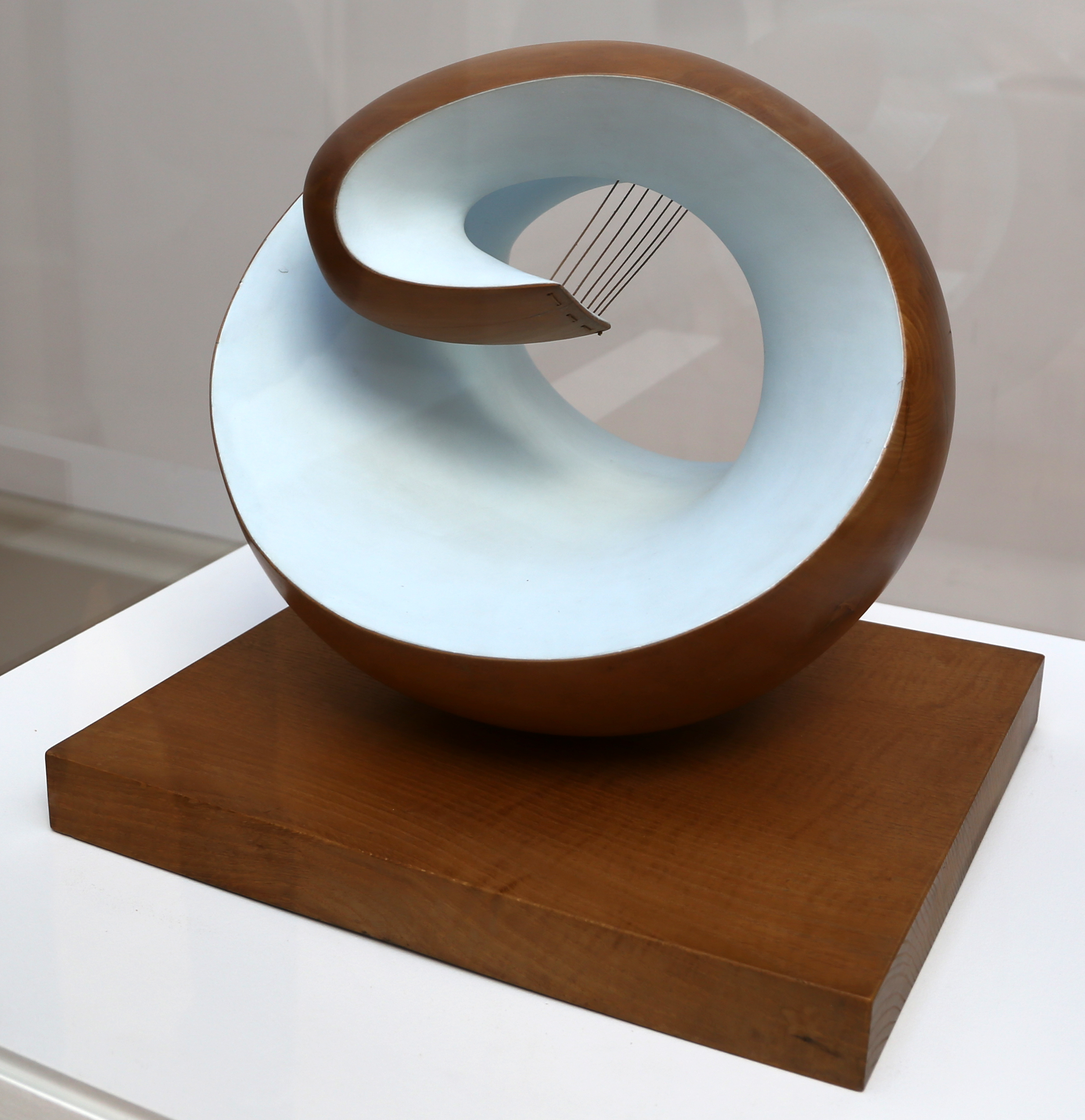
Barbara Hepworth, Pelagos, 1946.
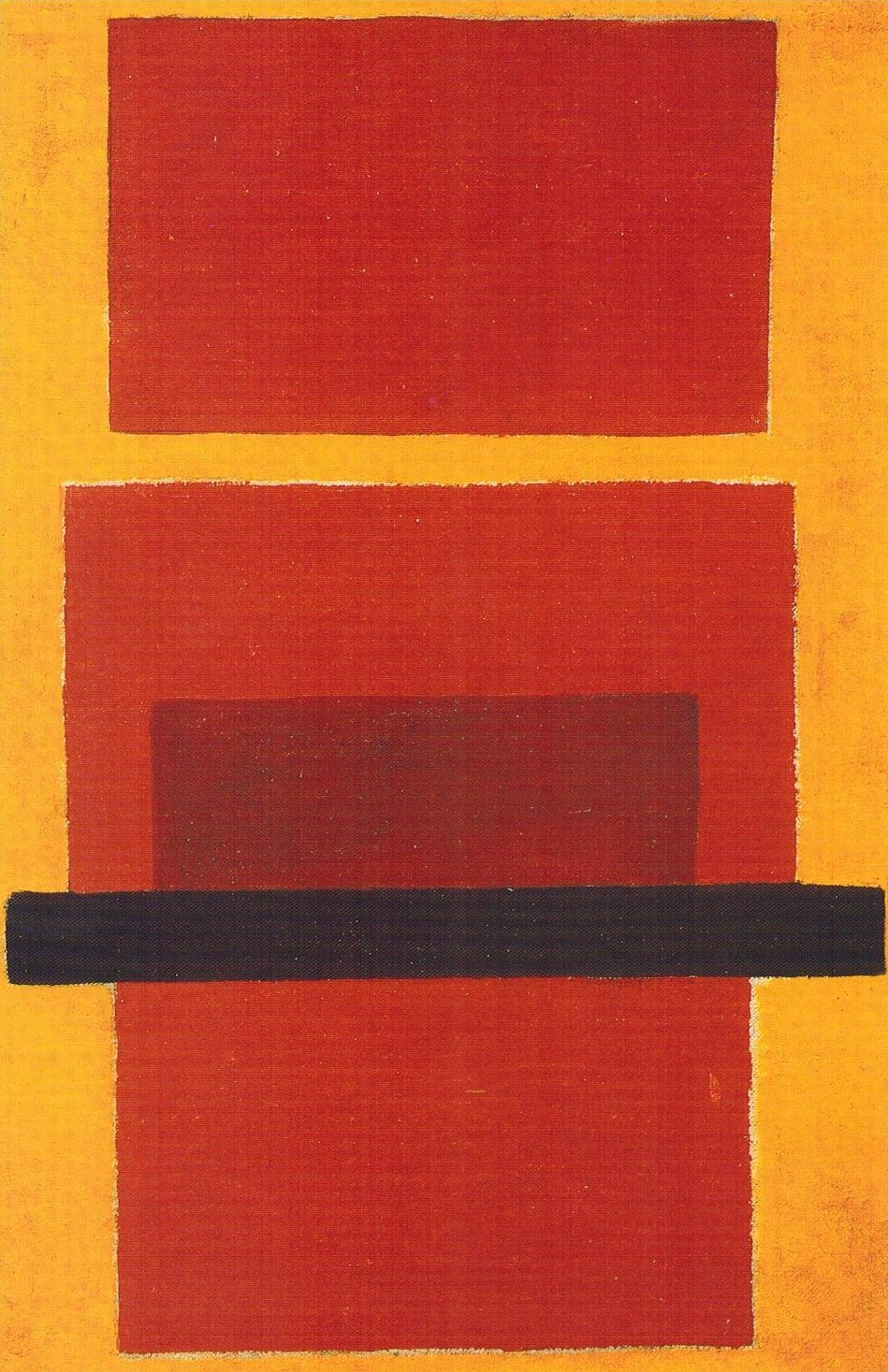
Olga Rozanova, Non-Objective Composition. Color Painting, 1917.